# Мосина (Свердловская область)
Мосина — деревня в Каменском районе Свердловской области России. Входит в Каменский муниципальный округ. Ранее входила в состав Клевакинского сельсовета Каменского района.

## География

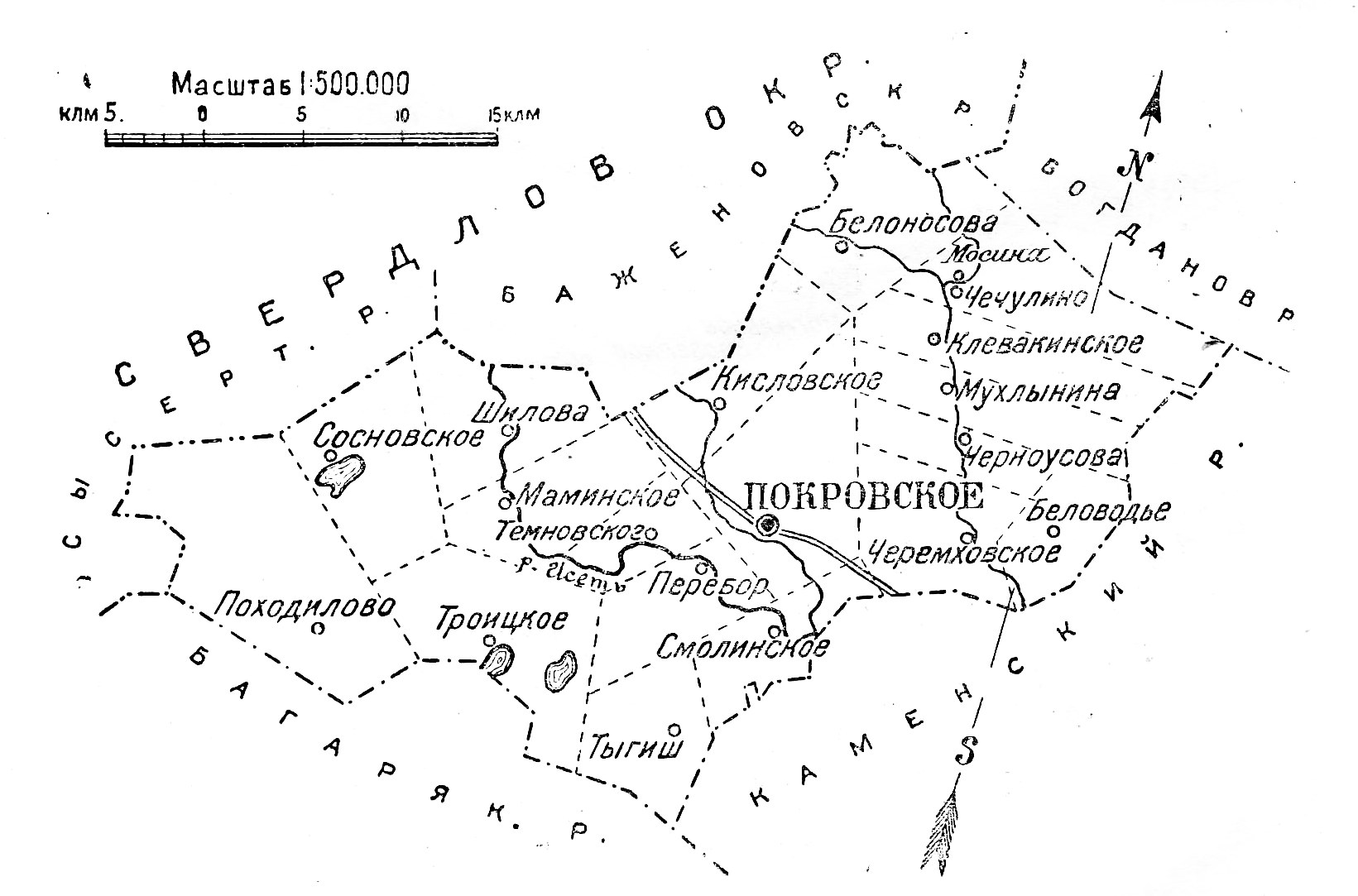
Мосина на схеме Покровского района; 1928 год

Деревня Мосина расположена в 24 километрах (по автодорогам в 28 километрах) к северо-северо-западу от города Каменска-Уральского, на правом берегу реки Каменки (левого притока Исети), выше устья реки Белой. В деревне имеется пруд. Рядом с деревней Мосиной проходит автотрасса Каменск-Уральский — Богданович.

## История
14 мая 1962 года деревни Мосина и Копырина объединены в деревню Мосина.
Ранее деревня Мосина называлась Ячменева, название которое получило от фамилии первопоселенца Ячменев. Впервые деревня Ячменев упомянута в 1624 году в «Дозорной книге» Михаила Тюхина, с 7 дворами. В 1762 году жители деревни участвовали в восстании против приписки к Верх-Исетскому заводу, а в 1774 году в крестьянской войне под предводительством Емельяна Пугачёва. С 1803 года жители деревни стали государственными крестьянами. В деревне Мосиной преобладали фамилии Ячменевых, Мосиных и Вагановых; потомки выходцев с реки Ваги Олонецкой губернии. В 1914 году построена деревянная церковь, и деревня Мосина стала селом.
Деревня Копырина основана после 1734 года, названа по фамилии первопоселенца Копырин. Деревня располагалось на правом берегу Каменки и левому берегу реки Белой. В феврале 1774 года у околицы деревни, со стороны деревни Гусевой произошёл большой бой, в ходе которого, пугачевцы разгромили отряд Озерова из императорского полка Фишера. В деревне преобладали фамилии Копыриных и Нифонтовых. Деревня входила в Клевакинский приход Белоярской слободы. В 1929 году в деревне образован колхоз имени 16 партсъезда, в 1954 году вошедший Мосинский колхоз имени Сталина.
На противоположном, правом, берегу реки Белой, существовала улица деревни Копыриной, в 1907—1946 годах называвшаяся деревней Азия. Эту улицу основал участник русско-японской войны фельдшер Павел Казанцев. Всего в ней было 9 домов.

## Население
| 1904 | 1926  | 2002 | 2010 | 2021 |
| ---- | ----- | ---- | ---- | ---- |
| 967  | ↗1025 | ↘57  | ↗59  | ↘51  |

Структура
- По данным 1904 года, в деревне было 172 двора с населением 967 человек (мужчин — 475, женщин — 492), все русские, бывшие государственные крестьяне[9].
- В 1928 году в деревне Мосиной было 215 дворов с населением 1025 человек[4].
- В 1928 году в деревне Копыриной было 76 дворов с населением 344 человека[4].
- По данным переписи населения 2002 года, в деревне проживало 57 человек, все русские[10]. По данным переписи населения 2010 года, в деревне проживало 59 человек — 21 мужчина и 38 женщин[11].